# HMS Retalick (K555)
HMS Retalick (K555) là một tàu frigate lớp Captain của Hải quân Hoàng gia Anh hoạt động trong Chiến tranh Thế giới thứ hai. Nó nguyên được Hoa Kỳ chế tạo như chiếc DE-90 (chưa đặt tên), một tàu hộ tống khu trục lớp Buckley, và chuyển giao cho Anh Quốc theo Chương trình Cho thuê-Cho mượn (Lend-Lease). Tên nó được đặt theo Đại tá Hải quân Richard Retalick (? - 1803), hạm trưởng chiếc HMS Defiance (1783) và từng tham gia trận Copenhagen thứ nhất năm 1801 trong cuộc Chiến tranh Cách mạng Pháp. Nó đã phục vụ cho đến khi chiến tranh kết thúc tại Châu Âu, hoàn trả cho Hoa Kỳ năm 1945, và cuối cùng bị bán để tháo dỡ vào năm 1946.

## Thiết kế và chế tạo
Buckley là một trong số sáu lớp tàu hộ tống khu trục được Hải quân Hoa Kỳ chế tạo nhằm đáp ứng nhu cầu hộ tống vận tải trong Thế Chiến II, sau khi Hoa Kỳ chính thức tham chiến vào cuối năm 1941. Chúng hầu như tương tự nhau, chỉ với những khác biệt về hệ thống động lực và vũ khí trang bị. Động cơ của phân lớp Backley bao gồm hai turbine hơi nước General Electric để dẫn động hai máy phát điện vận hành hai trục chân vịt, và dàn vũ khí chính bao gồm 3 khẩu pháo pháo 3 in (76 mm)/50 cal.
Những chiếc phân lớp Buckley (TE) có chiều dài ở mực nước 300 ft (91 m) và chiều dài chung 306 ft (93 m); mạn tàu rộng 37 ft 1 in (11,30 m) và độ sâu mớn nước khi đầy tải là 11 ft 3 in (3,43 m). Chúng có trọng lượng choán nước tiêu chuẩn 1.430 tấn Anh (1.450 t); và lên đến 1.823 tấn Anh (1.852 t) khi đầy tải. Hệ thống động lực bao gồm hai nồi hơi và hai turbine hơi nước General Electric công suất 13.500 mã lực (10.100 kW), dẫn động hai máy phát điện công suất 9.200 kilôwatt (12.300 hp) để vận hành hai trục chân vịt;  công suất 12.000 hp (8.900 kW) cho phép đạt được tốc độ tối đa 23 kn (26 mph; 43 km/h). Con tàu mang theo 359 tấn Anh (365 t) dầu đốt, cho phép di chuyển đến 6.000 nmi (6.900 mi; 11.000 km) ở vận tốc đường trường 12 kn (14 mph; 22 km/h).
Vũ khí trang bị bao gồm pháo 3 in (76 mm)/50 cal trên ba tháp pháo nòng đơn đa dụng (có thể đối hạm hoặc phòng không), gồm hai khẩu phía mũi và một khẩu phía đuôi. Vũ khí phòng không tầm gần bao gồm hai pháo Bofors 40 mm và tám pháo phòng không Oerlikon 20 mm. Con tàu có ba ống phóng ngư lôi Mark 15 21 inch (533 mm). Vũ khí chống ngầm bao gồm một dàn súng cối chống tàu ngầm Hedgehog Mk. 10 (có 24 nòng và mang theo 144 quả đạn); hai đường ray Mk. 9 và bốn máy phóng K3 Mk. 6 để thả mìn sâu. Thủy thủ đoàn đầy đủ bao gồm 200 sĩ quan và thủy thủ.
Retalick được đặt lườn như là chiếc DE-90 (chưa đặt tên) tại xưởng tàu của hãng Bethlehem-Hingham Steel Shipyard ở Hingham, Massachusetts vào ngày 21 tháng 7, 1943 và được hạ thủy vào ngày 9 tháng 10, 1943. Con tàu được chuyển giao cho Anh Quốc và nhập biên chế cùng Hải quân Anh như là chiếc HMS Retalick (K555) vào ngày 8 tháng 12, 1943 dưới quyền chỉ huy của Hạm trưởng, Thiếu tá Hải quân John Studholme Brownrigg.

## Lịch sử hoạt động
Retalick phục vụ hộ tống và tuần tra trước khi chuyển sang hoạt động như tàu Frigate Kiểm soát Lực lượng Duyên hải (CFCF), chỉ huy một chi hạm đội xuồng phóng lôi MTB (Motor Torpedo Boat) hoạt động tại eo biển Manche và Bắc Hải nhằm đối phó các tàu E-Boat đối phương. Nó không tham dự trực tiếp vào cuộc đổ bộ Normandy vào ngày 6 tháng 6, 1944, nhưng sau đó đã hộ tống các tàu chở quân vận chuyển lực lượng tăng viện đi sang các bãi đổ bộ.
Đến đêm hôm sau 7 tháng 6, tàu E-Boat đối phương xuất phát từ các căn cứ của chúng ở Cherbourg và Le Havre tìm cách xâm nhập khu vực bãi đổ bộ, nhưng đã đụng độ với Retalick và tàu chị em Stayner (K573) cùng các chi hạm đội MTB tháp tùng; đối phương buộc phải rút lui sau trận chiến ngắn nhưng ác liệt, với ba chiếc E-Boat bị hư hại. Vào đêm 5-6 tháng 8, đang khi tuần tra ngoài khơi Cap d'Antifer, nó và tàu chị em Thornborough (K574) cùng ba xuồng phóng lôi PT-boat chịu đựng tám đợt không kích bởi máy bay đối phương, nhưng không bị thiệt hại, và sau đó đụng độ với ba tàu E-Boat đối phương. Đối phương buộc phải rút lui về Le Havre sau màn khói ngụy trang. Trong đêm 7-8 tháng 8, Retalick và các tàu PT-boat tháp tùng đụng độ với Chi hạm đội Rải mìn 14 đối phương trong trận chiến bất phân thắng bại; hai chiếc PT-boat bị hư hại trong trận này.
Khi mặt trận trên bộ lan đến Le Havre, nhiều tàu nhỏ đối phương đã di chuyển trong đêm 23-24 tháng 8 để chuyển đến Boulogne và Dieppe. Retalick và Thornborough chỉ có thể nả pháo từ xa vì đối phương di chuyển trong vùng biển nông gần bờ; những hoạt động này kéo dài cho đến hết tháng 8. Trong đêm 29-30 tháng 8, Retalick cùng với tàu khu trục Cattistock (L35) truy đuổi một đội tàu E-Boat đối phương đang hộ tống cho đợt triệt thoái tàu bè sau cùng, cho đến khi họ bị các khẩu đội pháo bờ biển đối phương phản công. Retalick rút lui an toàn nhưng Cattistock bị hư hại nặng và sĩ quan chỉ huy của nó tử trận trước khi con tàu đi đến khu vực an toàn.
Các tàu CFCF sau đó chuyển đến các căn cứ tại Sheerness và Harwich và đặt dưới quyền Bộ chỉ huy Nore. Vào đêm 29-30 tháng 11, Retalick và Thornborough cùng hai tàu MTB lại đụng độ với tàu E-Boat đối phương; đối thủ rút lui như thường thấy. Sau khi Nhật Bản chấp nhận đầu hàng giúp chấm dứt hoàn toàn cuộc chiến tranh, nó rời căn cứ Harwich để chuyển đến Rosyth.
Retalick được chính thức hoàn trả cho Hoa Kỳ vào ngày 25 tháng 10, 1945, nhằm giảm bớt chi phí mà Anh phải trả cho Hoa Kỳ trong Chương trình Cho thuê-Cho mượn (Lend-Lease). Do dư thừa so với nhu cầu về tàu chiến sau khi chiến tranh đã chấm dứt, nó được rút tên khỏi danh sách Đăng bạ Hải quân Hoa Kỳ vào ngày 19 tháng 12, 1945 và bị bán để tháo dỡ vào ngày 7 tháng 5, 1946.